# Heridas (canción)
«Heridas» es una balada romántica de 1983 escrita y producida por Rafael Pérez Botija, e interpretada por la cantante y actriz mexicana Dulce incluida en su quinto álbum de estudio del mismo título, y uno de sus más reconocidos éxitos musicales. La canción logró consolidar el éxito de Dulce logrando vender cifras altas, gracias a que el sencillo ocupo el puesto 35 en las "100 más grandiosas canciones de los 80's en español" del canal VH1 Latinoamérica (lista publicada en 2007).

## Antecedentes y significado
La mayoría de los temas fueron compuestos por Rafael Pérez Botija (también conocido por ser autor de éxitos de artistas de renombre como José José, Lucero, Rocío Dúrcal, Emmanuel, entre otros).
La letra de la canción profundiza la exploración del dolor y la culpa que surgen en una relación amorosa que ha llegado a su fin. La letra refleja la angustia de una persona que se siente atrapada en una relación donde el amor ya no existe, pero la culpa y la desesperación persisten.

## Posición en listas
| Año | Lista       | País      | Posición más alta | Ref.  |
| --- | ----------- | --------- | ----------------- | ----- |
| 198 | Tops Charts | Argentina | 7                 | [ 5 ] |
| 198 | Tops Charts | México    | 51                | [ 6 ] |
| 198 | Tops Charts | Perú      | 56                | [ 7 ] |

## Certificaciones
| Región            | Certificación | Unidades | Ref.  |
| ----------------- | ------------- | -------- | ----- |
| México (AMPROFON) | Oro           | 20,000   | [ 8 ] |